# 앵글로노르만어
앵글로노르만어(Anglo-Norman)는 과거 영국에서 사용되던 고대 노르만어의 방언으로, 중세에 노르만인이 영국을 정복하고 형성한 앵글로노르만인 귀족층이 주로 사용하던 언어이다.
고대 프랑스어 방언의 일종으로 프랑스어와 매우 가까운 관계이며, 간혹 앵글로프랑스어로도 불린다. 약 11~14세기까지 문학적, 행정적 목적으로 널리 사용되었으며 오늘날 영어의 어휘에 광범위하게 남은 프랑스어 영향의 주요한 원천이 되었다.

## 같이 보기
- 노르만어
- 법률 프랑스어
- 영어